# Acalolepta haradai
Acalolepta haradai là một loài bọ cánh cứng trong họ Cerambycidae.